# Сеня Флешин
Сеня Флешин (19 грудня 1894 — 19 червня 1981) — анархістський революціонер та фотограф.

## Раннє життя
Сеня Флешин народився в Києві 19 грудня 1894 року. У шістнадцять років разом зі своєю сім'єю емігрував до Сполучених Штатів і оселився у Нью-Йорку. Працював в анархістському журналі Мати Земля під редакцією Емми Гольдман.

## В радянській Росії
У 1917 році Флешин повернувся до Росії для участі у Російській революції, де він мав стосунки з Луїзою Бергер, іншою працівницею Мати Земля, яка добровільно вирішила повернутися до Росії і супроводжувала його під час подорожі. Флешин згодом увійшов у конфлікт з більшовиками; врешті-решт Бергер покинула його і вирушила до Одеси, щоб приєднатися до «нальотчиків» для «експропріації банків». Коли Флешин написав статтю з критикою більшовицького уряду, його заарештували та ув'язнили.
Згодом після звільнення він зустрів Моллі Штаймер, анархістку, депортовану зі Сполучених Штатів. Обурені придушенням комуністами російського анархістського руху, Сеня і Моллі організували «Товаристо допомоги в'язням-анархістам». 1 листопада 1922 року їх самих заарештувала ДПУ за звинуваченням у «посібництві кримінальним елементам у Росії» (тобто в допомозі інших анархістам) та «підтримці зв'язків з анархістами закордоном» (вони вели листування з Беркманом і Гольдманом у Берліні).
Влада засудила їх до двох років заслання в табір примусових робіт у Сибіру. 17 листопада Флешин і Штаймер почали голодування в петроградській в'язниці й наступного дня їх звільнили. Однак їм було заборонено покидати місто, а також наказали відмічатися в органах кожні 48 годин. Згодом пара відновила свою діяльність в інтересах своїх ув'язнених товаришів. 9 липня 1923 року ОДПУ провела обшук в їхній квартирі і їх знову заарештували за звинуваченням у пропаганді анархістських ідей, порушуючи статті 60–63 КК РСФРР. Ізольовані від своїх співкамерників, Флешин і Штаймер знову почали голодування. Протести до Льва Троцького з боку іноземних анархо-синдикалістських делегатів, в т.ч. Емми Гольдман, котра написала особистого листа протесту з'їзду Червоного Інтернаціоналу профспілок (Профінтерн), врешті-решт призвели до їх звільнення. Проте цього разу їм повідомили про вислання з країни. 27 вересня 1923 року Флешин і Штаймер були офіційно депортовані й посаджені на корабель, що йшов до Німецької Держави.

## Подальше життя
Разом з Моллі Штаймер Флешин відкрив фотостудію у Берліні. Флешин був активним членом Об'єднаного комітету захисту революціонерів (1923–1926 р.р.) і Фонду допомого Міжнародної асоціації робочих анархістів (1926–1932 р.р.).
Після приходу до влади Адольфа Гітлера Флешин з Моллі Штаймер змушені були виїхати до Парижа. 18 травня 1940 року французький уряд заарештував Штаймер та інтернував її до табору «Гюрс».
Після семи тижнів тюремного ув'язнення Штаймер за допомогою друзів-французьких анархістів, у т.ч. Мей Пікере, редактора Le Réfractaire, вдалося втекти з табору «Гюрс» під час його переходу під контроль Віші. Пікере допоміг таємно вивезти Флешина і Штаймера з країни до Мексики, де вони поселилися і керували фотостудією.

## Смерть
Сеня Флешин помер 19 червня 1981 року у Мехіко на 86-му році життя.